# Arcyophora clathrimaculata
Arcyophora clathrimaculata är en fjärilsart som beskrevs av Embrik Strand 1908. Arcyophora clathrimaculata ingår i släktet Arcyophora och familjen trågspinnare. Inga underarter finns listade i Catalogue of Life.